# ジョージ・ヘール

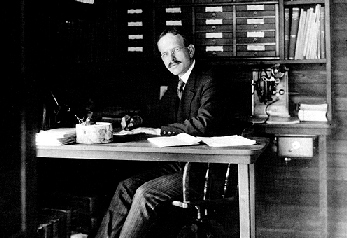
George Ellery Hale (1905)

ジョージ・エラリー・ヘール（George Ellery Hale, 1868年6月29日 - 1938年2月21日）は、アメリカ合衆国の天文学者である。太陽の観測のためのスペクトロヘリオグラフを発明し、太陽の磁場を発見した他、後に天文学の重要な発見を行うことになるヤーキス天文台・ウィルソン山天文台などの建設を主導した。

## 生涯
1868年、シカゴで生まれる。父はエレベーター製造で財をなしたウィリアム・ヘールである。少年時代から自宅の屋上に据え付けられた天体望遠鏡で天体観察に没頭していた。マサチューセッツ工科大学で学び、1890年に学位を取得した。その後、自宅の敷地内に12インチの屈折望遠鏡を備える天文台を建設し、太陽の観測を行った。この望遠鏡には彼が大学在学中に発明したスペクトロヘリオグラフ（単色太陽光分光写真儀）を組み込まれた。これによって、太陽光からカルシウムの特性スペクトルに単色化し、史上初めて太陽の紅炎（プロミネンス）の撮影に成功した。この成果によって、彼は太陽研究における一大権威と見做されるようになり、24歳でシカゴ大学天体物理学講座の助教授に就任した。
1897年にシカゴの実業家チャールス・ヤーキスの資金を得て101センチ屈折望遠鏡を備えるヤーキス天文台を建設した。1904年にカーネギー研究所の寄付を得て、当時世界最大の257センチ反射望遠鏡を備えるウィルソン山天文台を建設し、初代台長になった。ウィルソン山天文台には、さらに太陽の分光観察専用のスノー太陽望遠鏡が設置された。スノー太陽望遠鏡による太陽黒点の観察から、黒点内部は太陽の他の部分に比べ温度が低く、強い磁界があることを発見した。
さらに、ロックフェラー財団から寄付を受け、パロマー山天文台の建設に着手するが、その完成を見ることなく死去した。王立協会フェロー。

## 受賞歴
- ヘンリー・ドレーパー・メダル（1904年）
- イギリス王立天文学会ゴールドメダル（1904年）
- ブルース・メダル （1916年）
- ジュール・ジャンサン賞 （1917年）
- エリオット・クレッソン・メダル（1926年）
- コプリ・メダル（1932年）

## エポニム
- 小惑星ヘール [1]
- Hale - 月のクレーター
- パロマー山天文台のヘール望遠鏡
- 太陽物理学分野の業績に贈られるアメリカ天文学会のヘール賞が1978年に設けられた